# أرنولد بالاسيوس
أرنولد بالاسيوس (بالإنجليزية: Arnold Palacios) (22 أغسطس 1955 – 23 يوليو 2025) هو سياسي أمريكي، ولد في 22 أغسطس 1955. حزبياً، نشط في الحزب الجمهوري.